# Rivière aux Serpents
Pour les articles homonymes, voir Serpent (homonymie).
Ne doit pas être confondu avec Rivière au Serpent (rivière Péribonka).
La rivière aux Serpents est un cours d'eau de la municipalité d'Oka, dans la municipalité régionale de comté (MRC) de Deux-Montagnes, dans la région administratives des Laurentides, au Québec, au Canada.
Ce ruisseau coule surtout en milieu agricole et en zone de marais.

## Géographie
Le parcours de la rivière aux Serpents forme un grand U en coulant à priori vers l'est, puis vers le sud, et enfin vers l'ouest en parallèle à la rivière des Mille Îles, sur la rive nord. Cette dernière rivière constitue un exutoire de la rivière des Outaouais. Dans son parcours, la rivière aux Serpents recueille un ruisseau qui coule vers l'ouest en parallèle (côté sud) au chemin des Collines. La partie sud du parcours de la rivière aux Serpents traverse une zone de marais dans la partie nord du Parc national d'Oka. La rivière aux Serpents se déverse dans le Lac des Deux-Montagnes, dans la baie d'Oka, à l'est du village d'Oka.
Le bassin versant à l'est et au nord est le ruisseau Rousse, lequel coule à priori vers l'est, puis vers le sud pour aller se déverser dans la Grande Baie sur la rive nord de la rivière des Mille Îles.

## Toponymie
Le toponyme rivière aux Serpents a été officialisé le 3 novembre 1983 à la Banque des noms de lieux de la Commission de toponymie du Québec.